# Oravaisfjärden
Oravaisfjärden är en fjärd intill Oravais kyrkby i kommunen Vörå i Österbotten, delar av den yttre fjärden hör till Nykarleby. Vid fjärden finns Oravais hamn och Kimo åmynning.
Området kring Kimo åmynning är ett fågelskyddsområde, det karakteriseras av många olika naturtyper och är artrikt vad beträffar såväl växt- som djurliv.